# Бела Црква у јабукама
Бела Црква у јабукама је традиционална туристичко-привредна манифестација која се одржава сваке године почетком октобру у Белој Цркви. Централни програм ове манифестације је Сајам јабуке и других врста воћа на отвореном у центру града.
Дугогодишња традиција неговања винограда и воћњака начинило је Белу Цркву највећим воћарским крајем у Србији и на Балкану. Произвођачи из Беле Цркве познати су по квалитетној јабуци, грожђу, крушкама, брескама, шљиви, домаћем вину и ракији. Произвођачи воћа, домаћих воћних сокова, вина и ракије промовишу на сајму своје производе који је изложбено-продајног карактера. За време сајма организује се такмичење у берби јабуке. Главна атракција на сајму је Ракијада на којој се бирају најбоље домаће воћне ракије. Градски пекари обарају рекорд сваке године у припремању „Највеће пите од јабуке“.
У граду се приређује културно-уметнички програм, продаја сувенира и народних рукотворина. Од спортског садржаја организује се улични турнир у баскету „Златна јабука“.